# У9 (Берлин)
У9 је линија Берлинског У-воза.
- Ословска улица (Osloer Straße) (У8)
- Наунер Плац (Nauener Platz)
- Леополдов трг (Leopoldplatz) (У6)
- Амрумова улица (Amrumer Straße)
- Вестафен (Westhafen) (С4x)
- Биркенска улица (Birkenstraße)
- Турмштрасе (Turmstraße)
- Ханзаплац (Hansaplatz)
- Цологишер Гартен – Зоолошки врт (Zoologischer Garten) (У2) (C3) (С5) (С7) (С9) (DB – НВ)
- Курфирштендам-Ку-дам (Kurfürstendamm) (U1)
- Шпихернштрасе (Spichernstraße) (У3)
- Гинцелштрасе (Güntzelstraße)
- Берлинска улица (Berliner Straße) (У7)
- Савезни трг (Bundesplatz) (С4x)
- Фридрих Вилијамов трг (Friedrich-Wilhelm-Platz)
- Валтер Шрајберов трг (Walther-Schreiber-Platz)
- Шлосштрасе (Schloßstraße)
- Општина Штеглиц (Rathaus Steglitz) (С1)